# Trotina
Trotina (en allemand : Trotin) est une commune du district de Trutnov, dans la région de Hradec Králové, en République tchèque. Sa population s'élevait à 93 habitants en 2020.

## Géographie
Trotina se trouve à 8 km à l'ouest-sud-ouest du centre de Dvůr Králové nad Labem, à 23 km au sud-ouest de Trutnov, à 24 km au nord-nord-ouest de Hradec Králové et à 99 km à l'est-nord-est de Prague.
La commune est limitée par Zdobín au nord-ouest, par Zábřezí-Řečice au nord-est, par Bílé Poličany au sud-est, par Rohoznice au sud et à l'ouest.

## Histoire
La première mention écrite de la localité date de 1238.